# Gnoma nicobarica
Gnoma nicobarica es una especie de escarabajo longicornio del género Gnoma, tribu Gnomini, subfamilia Lamiinae. Fue descrita científicamente por Breuning en 1936.

## Descripción
Mide 23-26 milímetros de longitud.

## Distribución
Se distribuye por India.